# Aghbugha II Jaqeli
Aghbugha II Jaqeli (en georgiano: აღბუღა II ჯაყელი; 1407-1451) fue un príncipe (mtavari) georgiano y atabeg de Samtsje desde 1444 hasta 1451. Era miembro de la familia Jaqeli, hijo del enérgico y separatista gobernante Juan II Jaqeli. En 1444, después de la muerte de su padre, Aghbugha fue nombrado atabeg por el rey georgiano Vajtang IV, hijo de Alejandro I de Georgia. El reinado de Aghbugha duró solo siete años. En este período estaba luchando contra su rebelde hermano Qvarqvare II Jaqeli. En 1447 Aghbugha pidió el apoyo de Jorge VIII, sucesor de Vajtang IV. El rey georgiano llevó a cabo una campaña militar contra Qvarqvare II, lo derrotó y lo encarceló. Después de esto, Aghbugha restableció el poder. Murió en 1451 y fue sucedido por su hermano Qvarqvare II como el nuevo atabeg.